# Медресе Абдулазиз-хана
Медресе Абдулазиз-хана — архитектурный памятник, здание медресе в историческом центре Бухары (Узбекистан), воздвигнутое в 1651—1652 годах главным придворным зодчим Мухаммед-Салихом на средства и по приказу узбекского правителя Абдулазиз-хана.
Здание медресе является одним из последних памятников расцвета среднеазиатской архитектуры, представителем декоративного стиля, начало которому было положено в самаркандских постройках Тимуридов. Это также последнее из крупных бухарских медресе. Оно занимает особое место среди памятников Бухары по богатству художественной отделки.
Как часть «Исторического центра города Бухара» в 1993 году было включено в список объектов всемирного наследия ЮНЕСКО. В настоящее время является объектом туристического сервиса и показа, где расположен музей художественной резьбы по дереву.

## История
Среди монументальных зданий Бухары медресе занимают значительное место как по своей величине, так и по количеству и играют большую роль в общем облике города.
В зодчестве Бухары XVII века мало используется достижения второй половины XVI века, времени узбекского правителя Абдулла-хана II. Будучи не в силах создать новые идеи, строители устремились к достижениям предыдущих эпох, возвращаясь к традициям начала XVI века и даже более раннего времени. Возрождались вновь традиции эпохи Тимуридов, возвращалось увлечение обильным дорогостоящим декором, но при этом продолжалась уже намеченная прогрессивная линия развития крупных городских архитектурных ансамблей. В эту эпоху наиболее активное строительство велось в Бухаре при узбекских правителях Имамкули-хане (1611—1642) и его племяннике — Абдулазиз-хане (1645—1681).
В сфере духовных интересов Абдулазиз-хану была близка не научная деятельность, но поэзия мистического направления. Следуя традиции покровительства искусствам, он приближал к себе поэтов и богословов; следуя той же традиции, он затеял сооружение в своей столице медресе. При нём в Бухаре было выстроено несколько крупных медресе — Миракон (1650—1652), Абдулазиз-хана (1651—1652), Хиябон (1654—1655), Базари Гусфанд (1669—1670).
Медресе Абдулазиз-хана было наиболее крупным и выразительным из всех бухарских построек. Оно и поныне считается выдающим произведением бухарского зодчества XVII века. Район расположения медресе назывался Азизоном, к нему относились торговые ряды ювелиров. Примечательно, что здание было построено по давно исчезнувшему руслу реки Руди-Зар (Золотой проток). Медресе Абдулазиз-хана строилось одновременно с медресе Тилля-Кари (расположено в самаркандском Регистане).
За образец планировки медресе Абдулазиз-хана было принято медресе Мири Араб, но шедевр XVI века не был превзойдён. Строительство медресе было закончено в 1652 году. Оно составило композицию «кош» с медресе Улугбека (1417 год). Это второй из сохранившихся в Бухаре ансамблей парной системы среднеазиатской архитектуры —  «кош медресе», первый из которых возник ещё в конце XVI века. В XIX веке рядом было построено Медресе Абдушукурбай, которое не сохранилось до наших дней.
По замыслу Абдулазиз-хана, его медресе должно было по масштабам и роскоши декора затмить давнюю постройку Улугбека и символизировать могущество правителя. Одни исследователи считали, что он достиг своих целей, а другие не совсем были согласны с таким выводом и утверждали, что в архитектуре памятника запечатлён трагизм борьбы, «творческий прорыв бухарских мастеров, бьющий в сетях канонических схем, приёмов и мотивов», так как здесь можно увидеть уже менее стройные пропорции и весьма эклектичный декор, что предвещает упадок архитектуры. Это здание — характерный пример архитектуры другого периода, когда художественный декор по технике получил дальнейшее совершенство, когда стиль архитектуры достиг своего апогея, где явно прослеживались чрезмерное увлечение украшательством. Абдулазиз-хан стремился создать эпохальное сооружение, которое по своим масштабам и роскоши превзошло бы все доныне построенное в Бухаре. Ему удалось достичь одного: архитектура медресе ярко отражает идеалы своего века.
Наружная отделка крыльев главного фасада и половины двора не была закончена.
Степень мастерства декоративно-отделочных работ ставит медресе Абдулазиз-хана как бы выше творческих возможностей эпохи. Но медресе это было. Разрушенное при штурме Бухары и снесённое при Советской власти большое медресе Базари Гусфанд на бухарском Регистане принадлежало той же эпохе. Его облицовки были выполнены в том же стиле, что и в медресе Абдулазиз-хана.
За три столетия медресе Абдулазиз-хана утратило значительную часть своего декора, осыпались роспись с позолотой на сводах айванов и внутренних помещений (зимней мечети и дарсханы). Медресе было капитально реставрировано в 1930 году при участии народного мастера Уста-Ширина Мурадова.
В 1993 году медресе было внесено в список объектов всемирного наследия ЮНЕСКО. В настоящее время является объектом туристического сервиса и показа. В бывшей аудитории медресе расположен музей художественной резьбы по дереву.

## Архитектура

План медресе Абдулазиз-хана

Медресе Абдулазиз-хана воздвигнуто на единой оси с медресе Улугбека, однако значительно превосходит его масштабами и богатством декоративной отделки. Парное расположение обоих медресе (система Кош-медресе) организует единый архитектурный ансамбль. Ансамбль этих двух медресе характеризует собой три основных кульминационных периода в развитии архитектуры Бухары XV—XVII веков. Поставленные друг против друга два портала-пештака каждого здания композиционно организуют участок улицы, пролегающей мимо них, превращая его иной раз в небольшую городскую площадь перед Токи Заргарон. Такие площадки, отодвигая здание от улицы, обеспечивали обзор его архитектуры.
Медресе Абдулазиз-хана было сооружено спустя 235 лет после возведения медресе Улугбека. Промежуток времени, разделяющий эти памятники, настолько велик, что не только в общественных идеалах эпохи, но и в уровне её строительной техники, художественного ремесла и искусства не могло не произойти за эти годы значительных изменений. Общественный строй был всё тот же и смена правящей династии, перенёсший свою столицу из Самарканда в Бухару, не изменила общего характера памятников культовой архитектуры ислама — они по-прежнему заключали в себе два самостоятельных начала: блистательный фасад парадного входа и замкнутость, изолированность внутренних помещений здания от внешнего мира. Такое соединение двух разнородных, казалось бы, задач было присуще монументальной архитектуре не только ислама — оно сохранялось в местных условиях с древнейших эпох как явление, вызванное климатическими и бытовыми условиями.
Оба памятника, разделенные более чем двумя столетиями (1417 и 1652 годы), как бы соперничают между собой в архитектурно-художественном убранстве. Если медресе Улугбека отличается гармоничностью форм и скромностью в отделке, то медресе Абдулазиз-хана утратило эту гармонию и приняло преувеличенные формы и пышно роскошную декорировку. Две разные эпохи — Тимуридов и Аштарханидов — породили разные вкусы.
Первое, что обращает на себя внимание при сравнении медресе Абдулазиз-хана и Улугбека — это изменение пропорций здания. Медресе Абдулазиз-хана более грузное, массивное в своих общих формах и вместе с тем измельчённое в деталях. В медресе портал вытянут в высоту, а примыкающие к нему по сторонам худжры с угловыми башнями вытянуты в ширину; это придаёт зданию в целом известную несоразмерность.
Всё лучшее, что отмечается в медресе Абдулазиз-хана как антитеза стилю архитектуры XV века (медресе Улугбека), представляет собой конечный результат тех постепенных изменений, которые архитектура Бухары перетерпела с XV по XVII веков.
XVII век не внёс принципиальных новшеств в этот тип зданий. Планово-пространственная структура медресе Абдулазиз-хана представляет развитие традиционного типа среднеазиатских медресе. Оно имеет очень развитой для этого типа построек план. Это монументальное сооружение с компактным прямоугольным объёмом (площадь 60х48 метров) и внутренним двором, в который обращены входы окружающих помещений (худжр) в два этажа и арки осевых четырёх больших айванов, причём южный превращён в открытую летнюю мечеть. Главный фасад отмечен портальным входом (пештак). Крылья фасада, флакированные по углам круглыми башнями (гульдаста) с фонарём, имеют по три малых арки в два этажа. Непосредственно за входом расположен вестибюль (мианхана) или, по-другому, передний зал, по сторонам которого возвышаются два купольных, или по другому угловых зала — зимней мечети и аудитории (дарсхана), а наверху находится помещение — библиотеки (китабхана).
Планировка медресе осложнена небольшими выступами на боковых фасадах, срезами углов двора, полу-восьмигранной формой ниш айванов, замысловатым расположением добавочных худжр, общий принцип, по существу, не изменён. В целях придания входному пештаку особой стойкости он развит по вертикали, но это нарушает гармонию пропорций и портал кажется чрезмерно вытянутым, а боковые крылья тяжеловесными. Лепнина сталактитов, заполняющих портальную нишу, обильна, но суха и монотонна. Размеры двора чрезмерно развиты в длину — утрачена красота соотношения сторон.
Принятая планировка медресе Абдулазиз-хана не превзошла своего образца — медресе Мири Араб: в медресе Абдулазиз-хана, немного уступающему по размерам, нет такой пропорциональности целого и частей, кружевной проработки деталей. Решительно не удалась композиция масс. Нехороши пропорции фасадов — внешний портал, так же как восточный и западный дворовые порталы, грузный, тогда как северный и южный порталы двора слишком узкие.
И всё же многое здесь явно вторгается в архитектуру здания как проявление новых явлений в строительной технике и искусстве эпохи. Утеря хороших пропорций возмещается эффектами богатого декоративного убранства. В нём, как последний всплеск, проявилось великолепное декоративное искусство — мозаика, майолика, роспись, резьба по ганчу и камню. Однако по стилю все эти виды декоративного убранства существенно отличаются от более ранних. Например, в глазурованных панно нет постоянства и строгости цвета, характерного для этого декора в XV веке. Цветовая гамма стала более пёстрой, в неё активно введены жёлтые и зелёные цвета. В панно появился пышный растительный узор, изображающий букеты цветов, «вырастающие» из вазонов, основания которых украшены птичьими головами на длинных шеях. Изображения растительных мотивов более натуралистичны, чем это было раньше. Это свидетельствует о продолжавшемся проникновении в монументальную архитектуру декоративных мотивов, присущих народному искусству.
Медресе Абдулазиз-хана довольно стройно по своим пропорциям, но оно неудачно обращено лицом к северу. Поэтому главный фасад здания, богато украшенный поливными облицовками, большую часть дня находится в тени.

### Декоративное убранство
Медресе Абдулазиз-хана занимает в среднеазиатской архитектуре особое место как по своему значению, так и по богатству художественной отделки.
Здание медресе Абдулазиз-хана является одним из последних памятников расцвета среднеазиатской архитектуры, представителем декоративного стиля, начало которому было положено в мавзолеях Ишрат-хана и Ак-сарай в Самарканде, и который в XVI веке в Бухаре получил своеобразную трактовку. Заметно большое увлечение декоративными элементами, больше, чем архитектурными формами и пропорциями.